# Реано
Реано (итал. Reano) је насеље у Италији у округу Торино, региону Пијемонт.
Према процени из 2011. у насељу је живело 1598 становника. Насеље се налази на надморској висини од 453 м.

## Становништво
Према резултатима пописа становништва 2011. у општини је живело 1.689 становника.
| 1931. | 1936. | 1951. | 1961. | 1971. | 1981. | 1991. | 2001. | 2011. |
| ----- | ----- | ----- | ----- | ----- | ----- | ----- | ----- | ----- |
| 856   | 775   | 808   | 752   | 832   | 1.120 | 1.347 | 1.437 | 1.689 |